# (7063) Johnmichell
(7063) Johnmichell ist ein Asteroid des Hauptgürtels, der am 18. Oktober 1991 von den japanischen Astronomen Seiji Ueda und Hiroshi Kaneda an der Sternwarte in Kushiro (Sternwarten-Code 399) im Osten der Insel Hokkaidō entdeckt wurde.
Der Asteroid wurde am 14. November 2016 nach dem englischen Naturphilosophen und Geologen John Michell (1724–1793) benannt, der erstmals eine Torsionswaage zur Messung der Gravitationskraft konstruierte und 1783 den entsprechenden Einfluss der Gravitation auf das Licht und auch die Existenz von „Dunklen Sternen“ vermutete. 1760 führte er Erdbeben auf Wellenbewegungen in der Erde zurück und gilt somit als Mitbegründer der Seismologie.